# Lucien Quélet
Lucien Quélet (n. 14 iulie 1832, Montécheroux, Franche-Comté⁠(d), Franța – d. 25 august 1899, Hérimoncourt⁠(d), Franche-Comté⁠(d), Franța) a fost un medic, naturalist, briolog și micolog francez de renume mondial. Fondatorul asociației franceze de micologie Société mycologique de France a caracterizat peste 400 de specii de ciuperci. Abrevierea numelui său în cărți științifice este Quél..

## Biografie

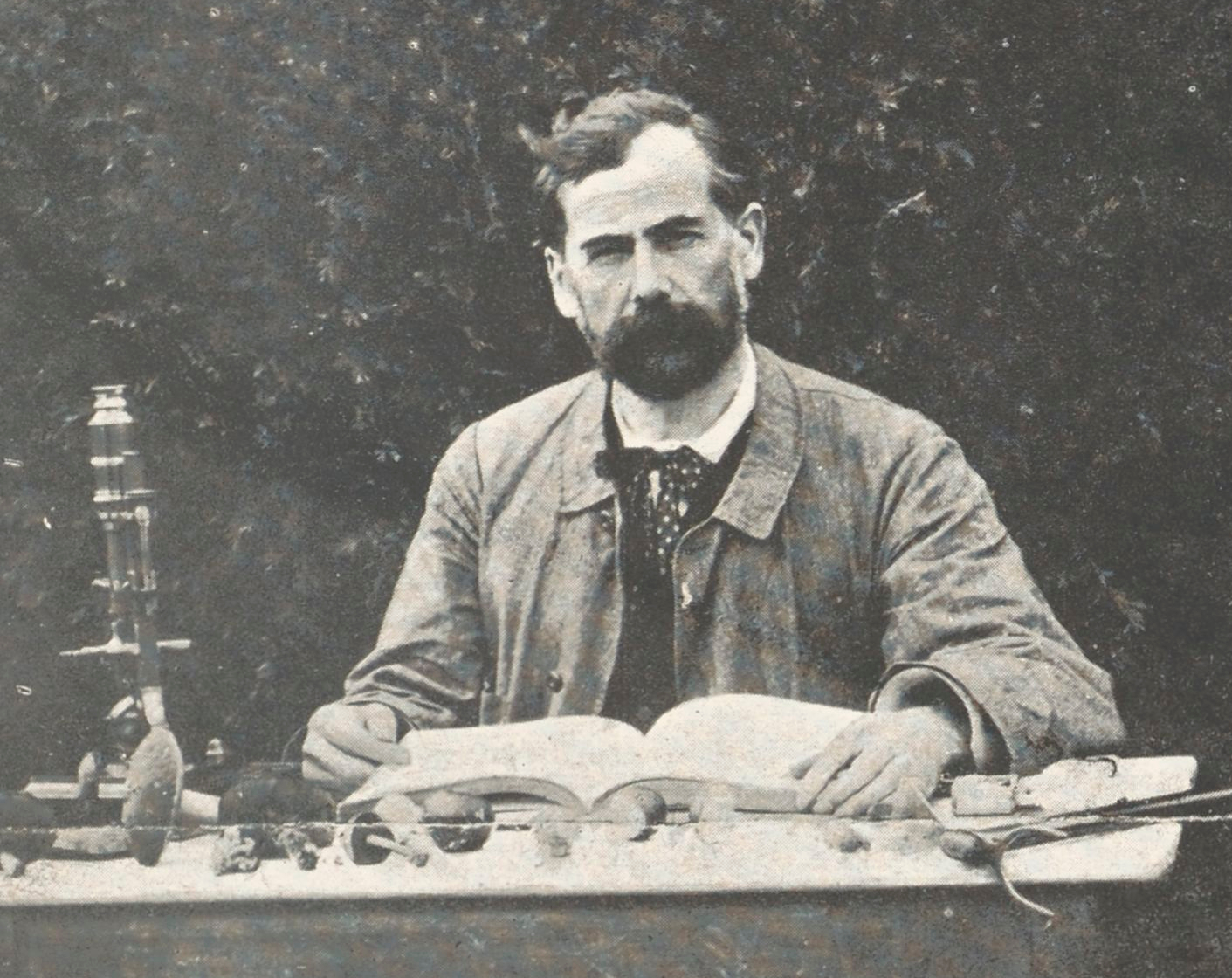
Lucien Quélet pe la 1890

Quélet s-a născut într-o familie de țărani, devenind curând după aceea orfan, fiind crescut de mătușile sale. Este menționat, că tânărul Lucien a arătat un mare interes în botanică și micologie și, mai târziu în viață, a afișat un interes mult mai larg pentru științele naturale incluzând studii despre păsări și moluște în gama sa de interese.

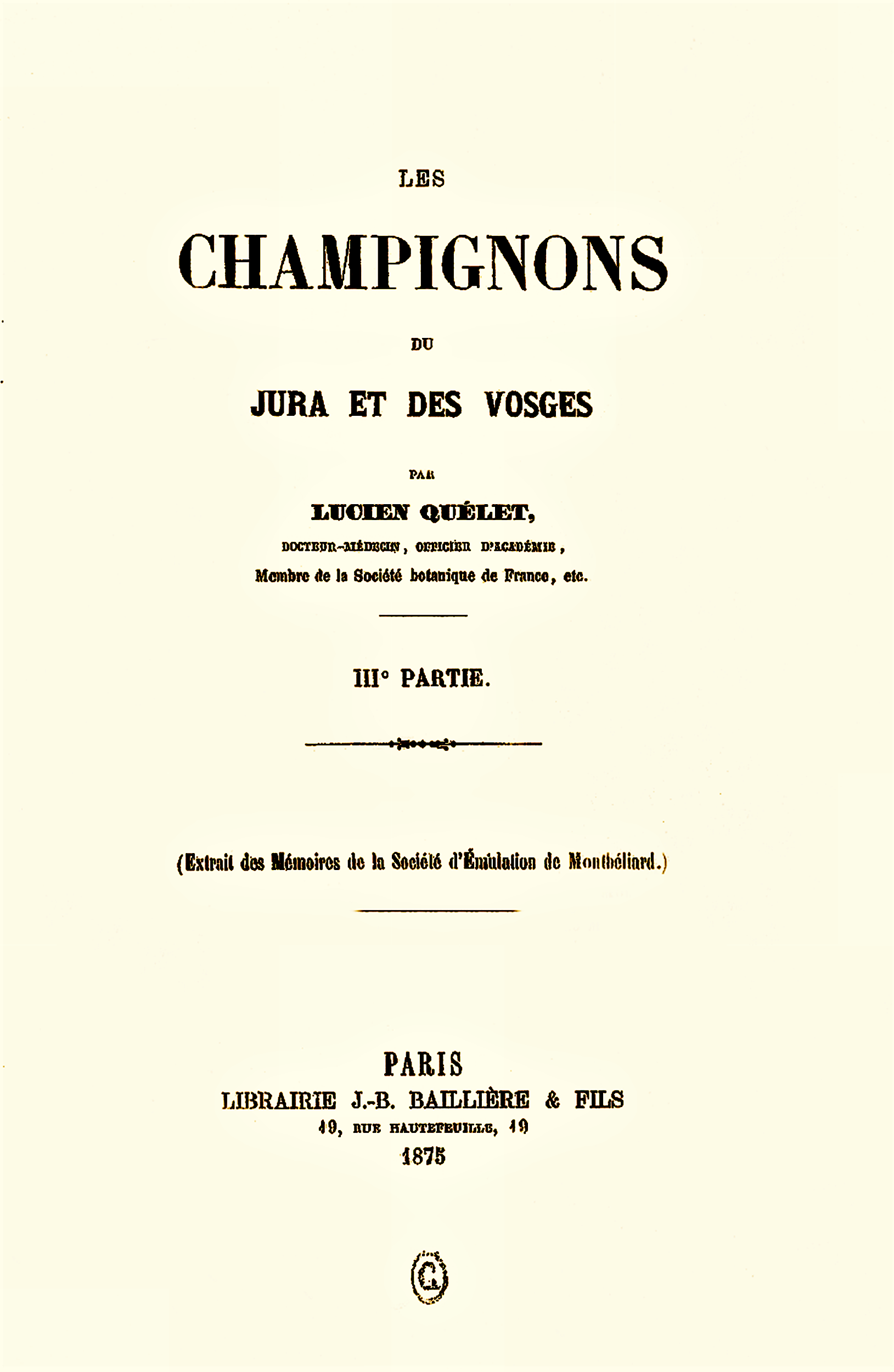
Les champinons du Jura

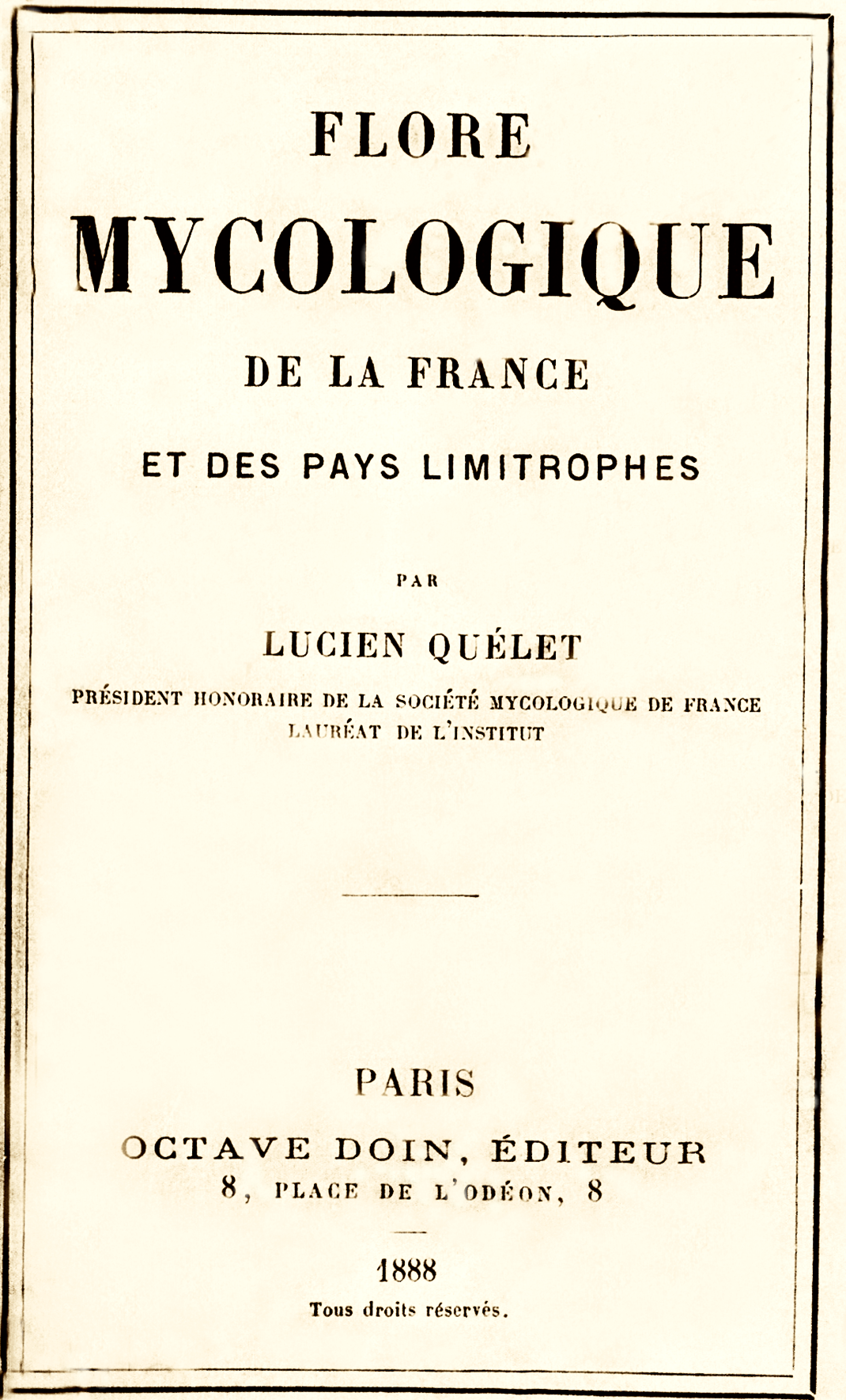
Flore mycolgique

După ce a absolvit colegiul din Montbéliard, Quélet a studiat medicina la Universitatea din Strasbourg, unde a și promovat. Apoi a înființat o practică medicală în Herimoncourt. În ciuda vieții sale umplute de termine ca doctor de țară, Quélet a găsit încă destul timp să urmărească interesul său pentru ciuperci, și, în anul 1855, el a fondat, împreună cu Giacomo Bresadola și alții, Asociația Micologică a Franței (Sociéte Mycologique de France), fiind ales primul președinte. În prima perioadă de micologie științifică, ale cărei temelii au fost puse de Christian Hendrik Persoon, Jean Baptiste François Pierre Bulliard, Jacob Christian Schäffer și mai ales de fondatorul sistematicii Elias Magnus Fries, Lucien Quélet a contribuit prin lucrările sale semnificativ, dând acces laiului interesat și rămânând și de acea figura dominantă a școlii franceze de micologie.
Cea mai celebră lucrare a lui (492 de pagini), scrisă în anul 1888, este tratatul Flore mycologique de la France et des pays limitrophes (Flora micologică din Franța și țările vecine), care a rămas, până in zilele noastre, o sursă-cheie de referință pentru persoane interesate de bureți polipori. Mai departe, Quélet a publicat de asemenea multe alte lucrări, identificând și denumind mai mult de 400 de specii de ciuperci. Astfel a contribuit în mare măsură la dezvoltarea taxonomiei fungide.  Majoritatea numelor de ciuperci date de Quélet sunt valabile până în prezent. În ultimii ani ai vieții sale, Quélet a extins gama sa de studiu, probabil din cauza excentricității, așa cum s-a zis de unii, și a început să aibă interese noi pentru unele teme pe care îl fascinaseră deja din tinerețe, printre altele ornitologia și malacologia.
Savantul și-a petrecut majoritatea vieții sale de adult în Herimoncourt, aproape de Montbéliard, în regiunea Franche-Comté a Franței. În apropiere, la Valdoie (Territoire de Belfort), colegiul agricol „Liceul Lucien Quélet” este denumit în onoarea sa, ca unul din cei mai faimoși foști elevi. Multe specii, de exemplu soiurile Boletus queletii și Russula queletii poartă numele lui.
Lucien Quélet este recunoscut ca unul dintre giganții istoriei micologiei.

## Genuri și specii de ciuperci descrise de Quélet (selecție)
Aici o selecție de bureți descriși de savant:
| - Calyptella, gen, Quél. (1886) - Rhodophyllus, gen, Quél. - Gyroporus, gen, Quél. (1886) - Leptoporus, gen, Quél. (1886) - Leucangium, gen, Quél.(1883) - Psathyrella, gen, (Fr.) Quél.(1872) - Agaricus bitorquis (Quél.) Sacc. - Amanita coccola var. barlae, A. eliae Quél. - Amanita junquillea Quél. (1876) - Auricularia auricula var. lactea Quél. - Bondarzewia montana (Quél.) Singer - Boletus junquilleus (Quél., 1898) Boud. (1906) - Calocera expallens Quél. - Cantharellus amethysteus (Quél., 1883) Sacc., 1891 - Cantharellus friesii Quél. - Clavariadelphus truncatus (Quél.) Donk - Collybia dryophila var. aurata Quél. - Coprinus friesii Quél. - Coprinus gonophyllus Quél. - Coprinus tuberosus Quél. - Coprinus velatus Quél. - Cordyceps larvicola Quél. - Cordyceps odyneri Quél. - Cortinarius bibulus Quél. - Cortinarius crocolitus Quél. - Cortinarius lebretonii Quél. - Cortinarius sulfurinus Quél. - Craterellus tubaeformis (Fr.) Quel. - Cyphella albocarnea Quél. - Entoloma nitidum Quél. - Entoloma prunuloides (Fr.) Quél. - Entoloma sericeum (Bull.) Quél. - Gyrophila saponacea (Fr.) Quél. - Gyromitra infula (Schaeff.) Quél. - Gyroporus castaneus (Bull.) Quél. | - Gyroporus cyanescens (Bull.) Quél. - Hebeloma sachariolens Quél. - Helvella albella Quél. - Helvella acetabulum (L.) Quél. - Hydnotria jurana Quél. - Hydnum repandum var. album Quél. - Hygrocybe nigrescens (Quél.) Kühner - Hygrophorus bresadolae Quél. - Hygrophorus hyacinthinus Quél. - Inocybe asterospora Quél. - Inocybe bongardii (Weinm.) Quél. (1872) - Inocybe brunnea Quél. (1880) - Inocybe calospora Quél. (1881) - Inocybe cervicolor (1886) - Inocybe corydalina Quél. (1875) - Inocybe fastigiata (Schaeff.) Quél. - Inocybe grammata Quél. - Inocybe praetervisa Quél. - Inocybe sambucina (Fr.) Quél. (1872) - Inocybe umbratica Quél. (1884) - Inocybe tenebrosa Quél. - Inocybe umbratica Quél. - Lactarius decipiens Quél. - Lactarius lactifluus Quél. - Lactarius spinulosus Quél. - Lactarius vinosus Quél. - Lentinus gallicus Quél. - Lepiota castanea Quél. (1881) - Lepiota aspera (Pers.) Quél. - Lepiota forquignoni Quél. - Leptoporus vernalis (Quél.) Quél. (1888) - Marasmius bulliardii (Quél.) P.Kumm. - Marasmius oreades var. longipes Quél. - Marasmius torquescens Quél. - Mycena crocata var. vogesiana Quél. | - Mycena cyanorrhiza Quél. - Mycena inclinata (Fr.) Quél. - Mycena renati (Quél.) Quél. - Mycena seynesii Quél. - Paxillus panuoides var. ionipus Quél. - Peziza ampelina Quél. - Peziza boltoni Quél. - Peziza buxea Quél. - Peziza crassipes Quél. - Peziza infuscata Quél. - Peziza irina Quél. - Peziza palustris Quél. - Peziza uxea Quél. - Pleurotus eryngii (DC.) Quél. - Pleurotus columbinus Quél. - Pleurotus pulmonarius (Fr.) Quél. - Pluteus chrysophaeus (Schaeff.) Quél. (1872) - Pluteus cyanopus Quél. (1883) - Pluteus villosus (Bull.) Quél. (1888) - Psathyrella atomata (Fr.) Quél. - Psathyrella disseminata (Pers. : Quél.) J.E.Lange - Pseudobaeospora pillodiiQuél. - Ramaria abietina (Pers.) Quél. - Ramaria flava (Schaeff.) Quél. - Ramaria stricta (Pers.) Quél. - Ramaria versatilis Quél. - Rhodophyllus clypeatus (L.) Quél. - Russula amoena Quél. - Russula atrorubens Quél. - Russula badia Quél. - Russula barlae Quél. - Russula fusca Quél. - Russula incarnata Quél. - Russula insignis Quél. - Russula lateritia Quél. | - Russula lilacea Quél. - Russula melliolens Quél. - Russula mollis Quél. - Russula raoultii Quél. - Russula serotina Quél. - Russula smaragdina Quél. - Russula violacea Quél. - Russula violeipes Quél. - Russula violeipes sin. citrina Quél. - Stephensia bombycina var. crocea Quél. - Stereum insignitum Quél. - Stropharia aeruginosa (Curtis) Quél. - Suillus bresadolae (Quél., 1881) Gerhold (1985) - Terfezia castanea Quél. - Tricholoma acerbum (Bull.) Quél. (1872) - Tricholoma colossus (Fr.) Quél. (1872) - Tricholoma gausapatum (Fr.) Quél. (1872) - Tricholoma orirubens Quél. (1872) - Tricholoma pardinum (Pers.) Quél. - Tricholoma pessundatum (Fr.) Quél. (1872) - Tricholoma portentosum (Fr.) Quél. (1873) - Tricholoma psammopus (Kalchbr.) Quél. (1875) - Tricholoma scalpturatum (Fr.) Quél. (1872) - Tricholoma striatum (Schaeff.) Quél. (1872) - Tuber bellonae Quél. - Tuber fulgens Quél. - Tuber mougeotii Quél. - Tuber mutabile Quél. - Xerocomus chrysenteron Quél. - Xerocomus rubellus Quél. |

## Taxoni dedicați lui Quélet
Renumitul Elias Magnus Fries i-a dedicat chiar un gen: Queletia quelentii. Alte șaizeci de specii au fost dedicate lui de micologi din toata lumea sub epitetul queletii respectiv queletianus sau queletianum:

### Specii
Specii în genurile:
Boletus (Tubiporus), Bovista, Cantharellus, Cellularia, Ceratellopsis, Clitocybe, Coprinus, Corticium, Cortinarius, Craterellus, Cudonia (Cudoniella), Cyathicula, Daedalea, Dasyscyphus, Dictyopus, Entoloma, Geastrum, Globaria, Gyromitra, Hebeloma, Helvella, Hydnellum (Hydnum), Hygrophorus, Hyponectria, Inocybe, Lentinus, Lenzites, Leotia, Lepiota, Leptoglossum, Leptonia, Leptotus, Marasmius, Melanoleuca, Merulius, Metulodontia, Mycena, Nectriopsis, Odontia, Panaeolus, Phialea, Pistillaria, Pocillaria, Polyporus queletianus, Russula, Sesia, Steccherinum (Phlebia), Striglia, Helvella queletiana, Russula queletiana, Tuber queletianum.

### Subspecii
Boletus rutilus var. queletii, Lactarius bertillonii var. queletii, Lentinellus bisus f. queletii, Russula drimeia var. queletii, Inocybe eutheles var. queletii, Hohenbuehelia (Geopetalum) geogenia var. queletii, Lepiota gracilenta var. queletii, Boletus luridus var. queletiformis;

## Publicații (selecție)
- Les champignons du Jura et des Vosges, vol. I, în: Mémoires de la Société d’Émulation de Montbéliard, Editura Imprimerie et Lithographie de Henri Barbier, Montbéliard 1872
- Les champignons du Jura et des Vosges, vol. II, în: Mémoires de la Société d’Émulation de Montbéliard, Editura Imprimerie et Lithographie de Henri Barbier, Montbéliard 1873
- Helvella acetabulum, în jurnalul Hyménomycètes, Fasc. Supplémentaires, Editura E. de Broise, Alençon 1874, p. 102
- Les champignons du Jura et des Vosges, vol. III, în: Mémoires de la Société d’Émulation de Montbéliard, Editura Imprimerie et Lithographie de Henri Barbier, Montbéliard 1875
- Clavis Synoptica Hymenomycetum Europaeorum, Editura Hardwicke & Bogue, Londra 1878, în limba latină (împreună cu Mordecai Cubitt Cooke)
- Quelques espèces nouvelles e champignons, în Bulletin de la Société Botanique de France, vol. 23, nr.3, Paris 1877, p. 324-332
- Quelques espèces nouvelles e champignons, în Bulletin de la Société Botanique de France, vol. 25 (4), Paris, 1878
- Quelques especes critiques ou nouvelles de la Flore Mycologique de France, în Compte Rendu de l'Association Française pour l'Avancement des Sciences, vol. 11, Paris 1883, p. 387–412
- Quelques espèces critiques ou nouvelles de la flore mycologique de France, informare ulterioară prin Association Française pour l’Avancement des Sciences, vol. 13, Paris 1885
- Enchiridion Fungorum in Europa Media et Praesertim in Gallia Vigentium, Editura Octave Doin, Paris 1886
- Flore Mycologique de la France et des Pays Limitrophes, Editura Octave Doin, Paris 1888
- Quelques espèces critiques ou nouvelles de la flore mycologique de France, informare ulterioară prin Association Française pour l’Avancement des Sciences, vol. 24 (2), 1895 (publicat în 1896)
- Flore monographique des Amanites et des Lépiotes (împreună cu Frédéric Bataille), Editura Masson, Paris 1902